# 프랑스령 서인도 제도
프랑스령 서인도 제도(프랑스어: Antilles françaises)는 카리브해 앤틸리스 제도에 위치한 프랑스령 섬들을 가리키는 용어이다.
일찍이 16세기부터 프랑스 탐험가들이 정착하면서 형성된 프랑스 식민제국의 식민지였으며, 독립국이나 다른 국가로 넘어간 영토를 제외한 섬들을 아울러 1946년 해외 데파르트망 겸 해외 집합체 지위로 전환되었다. 현재 프랑스의 속령으로 남아 있는 섬은 과들루프, 마르티니크, 생마르탱, 생바르텔레미이다.

## 역사

### 소앤틸레스 제도의 식민지 개척

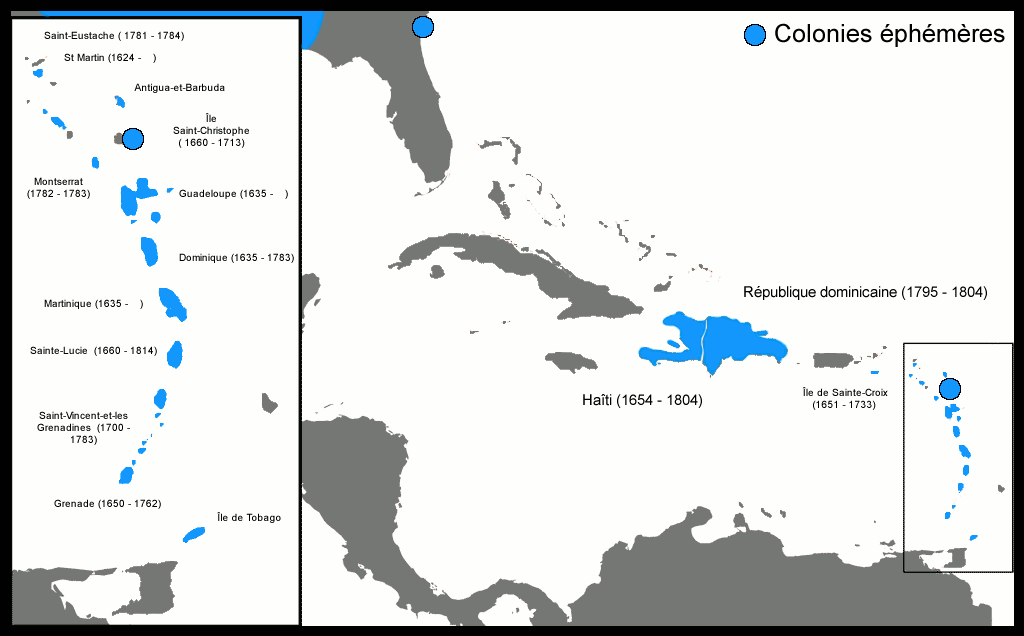
과거 프랑스령 서인도 제도에 속했던 영토를 나타낸 지도

1635년 프랑스의 탐험가이자 상인이었던 피에르 벨랭 데스낭뷔크가 마르티니크섬에 카리브해 최초의 프랑스 영구 식민지인 생피에르를 건설한 것이 기원이다. 벨랭은 1625년 오늘날 세인트키츠섬의 바스테르에 도시를 세우기 위해 카리브해 항해에 나섰다. 1626년 프랑스로 돌아온 그는 리슐리외 추기경의 후원을 받아 프랑스 식민지를 개척해 나갔다. 이후 벨랭은 식민지 경영을 위한 생크리스토프 회사의 대표가 되었고 리슐리외 추기경은 주주가 되었다. 그러나 회사가 성공을 거두지 못하자 리슐리외 추기경은 생크리스토프 회사를 '아메리카 제도 회사' (Compagnie des Îles de l'Amérique)로 재창립했다. 1635년 데스낭뷔크는 식민지 개척에 나선 현지 프랑스인 100명을 데리고 사탕수수 농장을 세우기 위하여 마르티니크섬으로 향했다.
마르티니크에서 반년 동안 머무른 뒤 생크리스토프로 돌아온 데스낭뷔크는 1636년 갑작스러운 죽음을 맞이했다. 이후 데스낭뷔크의 조카 자크 디엘 뒤 파르케가 1637년 마르티니크 총독으로 임명되면서 데스낭뷔크가 경영하던 카리브해 일대의 프랑스 식민지를 관할하게 되었다. 자크 디엘은 한동안 마르티니크에만 머물렀고 다른 섬에는 신경쓰지 않았다.
이후 생크리스토프에 영국군이 들어와 세인트키츠 네비스라는 식민지를 건설하였고 그 과정에서 추방된 프랑스인들은 마르티니크와 과들루프로 건너가 영구 정착하였다. 마르티니크의 포르루아얄 (포르드프랑스)는 카리브해 지역을 탐험하려는 프랑스 함대라면 반드시 거치는 주요항구로 거듭났다. 1638년 자크 디엘 뒤 파르케는 적의 공격에 대비하여 도시를 지키기 위해 생루이 요새를 건설하라는 명령을 내렸다. 이후 포르루아얄에서 새로운 영토를 찾아 남쪽으로 이동한 뒤 1643년 세인트루시아에 첫 마을을 세웠고, 1649년에는 그레나다에 또다른 마을을 건설하며 탐험을 이어갔다. 이후 그레나다는 영국 식민지가 되었지만 그레나다 크레올의 프랑스어 외래어, 프랑스 양식의 건축물, 프랑스 요리와 지명 등 프랑스의 영향이 고스란히 남게 되었다.
1642년 아메리카 제도 회사의 왕실칙령이 20년 연장되었으며 프랑스 국왕은 회사 대표를 각 섬의 총독으로 임명하였다. 1640년대 말 회사 주주를 물려받은 쥘 마자랭 추기경은 식민지 문제에 별다른 관심을 두지 않고 회사는 쇠퇴일로에 접어들었다. 결국 1651년 마자랭 추기경이 여러 당사자에게 개발권을 매각하고 회사를 해체하였다. 파케 가문이 마르티니크, 그레나다, 세인트루시아를 6만 리브르에 매입하였고, 샤를 우엘 드 프티 프레가 과들루프, 마리갈란트섬, 라데지라드섬, 생트 제도를 매입하였다. 몰타 기사단 역시 과들루프의 종속 지역이던 생바르텔레미와 생마르탱을 매입하였으나 1665년 신생 회사였던 프랑스 서인도 회사에 매각하였다.

### 도미니카와 트리니다드
과들루프와 마르티니크 사이에 위치한 도미니카섬의 경우 1493년 크리스토퍼 콜럼버스의 첫 상륙 이래 200여년 동안 고립된 상태로 남아 있었으며 현지부족민인 칼리나고인만 거주하고 있었다. 1690년 마르티니크와 과들루프의 프랑스인 목수들이 이곳에 처음 들어와 삼림지를 가꾸었으며, 인근 섬에서 쫓겨난 주민들도 정착해 왔다. 이후 수년간 프랑스는 서아프리카와 마르티니크, 과들루프에서 노예를 수입해서 농장의 노동력으로 삼았다. 그러나 1763년 프랑스는 도미니카의 소유권을 영국에 넘겼고, 영국은 이 섬에 1805년 작은 식민지를 건설하였다. 오늘날 도미니카 연방이란 주권국으로 독립한 이 섬은 공용어는 영어이지만 프랑스어와의 크리올어가 제2언어로 사용된다.
한편 소앤틸레스 제도 최하단에 위치한 트리니다드섬은 스페인군이 점령하고 있었으나 남아메리카 본토와 가깝다는 지리적 이점에도 불구하고 활발한 식민개척이 이루어지지 않았다. 그러다 1783년 11월 4일 그레나다의 프랑스인이었던 룸 드 생로랑 (Roume de St. Laurent)이 트리니다드섬의 인구가 적어 개발 여지가 많은 점에 주목하고, 스페인 국왕 카를로스 3세와 '세둘라 협약'을 체결하고 프랑스령 서인도 제도의 농장주들을 설득하여 노예와 노동자들을 데리고 트리니다드섬에 정착하였다. 스페인 측은 협약에 명시된 바에 따라 10년간의 면세 혜택과 토지보조금 등 이주민을 끌어들이기 위한 정책을 세웠으며, 이렇게 이주해온 프랑스계 주민들은 블랑시쇠즈, 샹플뢰르, 파라맹, 카스카드, 카르나주, 라방티유 등의 마을을 건설하였으며 현지 트리니다드인과 교류하여 스페인어, 프랑스어, 파투아어가 결합한 크레올 언어의 형성에 기여하였다. 이러한 변화에 힘입어 1777년 인구가 1,400명에 그쳤던 트리니다드섬은 1789년 15,000명으로 폭증하였다. 1797년 트리니다드섬은 영국 왕실의 직속령이 되었으나 프랑스어 인구는 오늘날에도 대다수를 차지하고 있다.

## 영토 목록

### 현재 영토
오늘날 프랑스령 서인도 제도에 속한 섬은 다음과 같다.
- 프랑스의 해외 레지옹 겸 해외 데파르트망 (2개)
  -  과들루프
  -  마르티니크
- 프랑스의 해외 집합체 (2개)
  -  생마르탱
  -  생바르텔레미

### 과거 영토
다음은 프랑스가 다스렸던 서인도 제도의 영토로서 영국령 서인도 제도로 편입된 지역도 포함한다. 미국령이 된 세인트크로이섬과 영국령으로 유지되고 있는 터크스 케이커스 제도를 제외한 모든 영토가 주권국으로 독립한 상태다.
- 아이티 (생도맹그)
- 도미니카 연방
- 세인트루시아
- 그레나다
- 세인트빈센트 그레나딘
- 세인트크로이
- 터크스 케이커스 제도
- 세인트키츠 (생크리스토프)

## 프랑스어권 카리브
프랑스어권 카리브 (카리브 프랑코포니)는 카리브 제도의 프랑스어권 국가를 가리키는 용어이다. 단순히 프랑스어를 사용할 뿐만 아니라 음악, 요리, 의상, 건축 등 프랑스의 문화적 영향력이 두드러진 지역들을 가리키기도 한다. 보다 넓은 상위개념으로는 아메리카 전역을 아우르는 프랑스어권 아메리카가 있다.
오늘날 해외 프랑스라는 행정구역으로 취급되는 프랑스령 서인도 제도와는 달리, 프랑스어권 카리브는 정식 용어가 아니기 때문에 용례에 따라 기준이 다를 수 있으며, 프랑스 본토에서도 카리브해와 면한 프랑스 속령을 아울러 칭하는 경우가 아니라면 널리 쓰이지는 않고 있다.
다음은 프랑스어나 프랑스 크레올어가 주류 언어인 국가와 속령의 목록이다.
- 프랑스 속령
  -  프랑스령 기아나
  -  과들루프
  -  생마르탱
  -  마르티니크
  -  생바르텔레미
- 주권국가
  -  도미니카 연방*
  -  아이티
  -  세인트루시아*

* 양국 모두 영국 식민지에서 독립한 국가로서 영어가 공용어이지만 과거 프랑스 식민지배의 영향으로 프랑스어에 기반한 크레올어가 널리 사용된다.

## 같이 보기
- 영국령 서인도 제도
- 덴마크령 서인도 제도
- 네덜란드령 카리브
- 스페인령 서인도 제도
- 스웨덴령 서인도 제도